# Lignon du Forez
Pour les articles homonymes, voir Lignon.
Le Lignon du Forez, encore appelé Lignon de Chalmazel, est une rivière de France, prenant sa source en Forez, dans le département de la Loire et se jetant dans la Loire en rive gauche sur Feurs à Poncins, face à la ville de Feurs.
Son bassin versant est le berceau de la fourme de Montbrison.
Il ne doit pas être confondu avec le Lignon du Velay, qui se jette dans la Loire en rive droite en amont.

## Géographie
La longueur de son cours est de 59 kilomètres.
Le Lignon du Forez prend sa source dans les monts du Forez au col de la Chamboite sur Chalmazel, à l'altitude 1 490 mètres, entre le Procher au nord (1 544 m) et Pierre-sur-Haute (1 631 m), le point culminant des monts du Forez. Il est très rapidement rejoint par plusieurs ruisseaux dont les sources sont réparties sur les communes de Saint-Bonnet-le-Courreau, Sauvain, Chalmazel et Jeansagnière.
Les principaux affluents du Lignon du Forez sont l'Anzon (confluence sur Leigneux) et le Vizézy (confluence sur Poncins). Le Drugent, affluent de moindre importance, conflue à Montverdun.
Le Lignon du Forez possède une dynamique très différente entre sa partie amont (à l'amont de la confluence avec l'Anzon) et sa partie aval. La partie amont, dans un contexte plus montagnard, montre un cours d'eau prenant sa source dans les zones humides et tourbières des Hautes Chaumes du Forez. Le cours d'eau rejoint la plaine par une vallée encaissée et offre un paysage de gorge et de cascades (entre Sauvain et Saint-Georges-en-Couzan) avant de s'évaser peu à peu en atteignant Sail-sous-Couzan. La partie aval est plus caractéristique des cours d'eau de plaine avec l'apparition de méandres marqués notamment à proximité de la Bastie d'Urfé. Ces méandres impliquent une grande mobilité du cours d'eau qui peut modeler son lit au gré des crues.
Il traverse la moitié ouest de la plaine du Forez avant de confluer à Feurs, à l'altitude 322 mètres, avec la Loire qui, selon les mots d'Honoré d'Urfé dans L'Astrée, l'emporte pour tribut jusqu'à l'océan.

## Histoire
Historiquement, Le Lignon, plus ou moins aligné avec la Loise en rive droite de la Loire, a servi de passage transect est-ouest sur la plaine du Forez et au-delà. Pendant la Tène (deuxième âge du fer), un village existe à Goincet, au bord du Gond (avant-dernier affluent du Lignon, en rive gauche) à 1,7 km nord-nord-ouest du bourg de Poncins et 4 km en rive gauche (côté ouest) de la Loire. Ce village est similaire à celui existant à Feurs à la même période. Mais Goincet est délaissé avec l'arrivée de la période antique, tandis que le village sur Feurs prospère et devient sous Auguste (27 av. J.-C. à 14 apr. J.-C.) la capitale des Ségusiaves — leur capitale précédente n'est pas connue.

Le Lignon
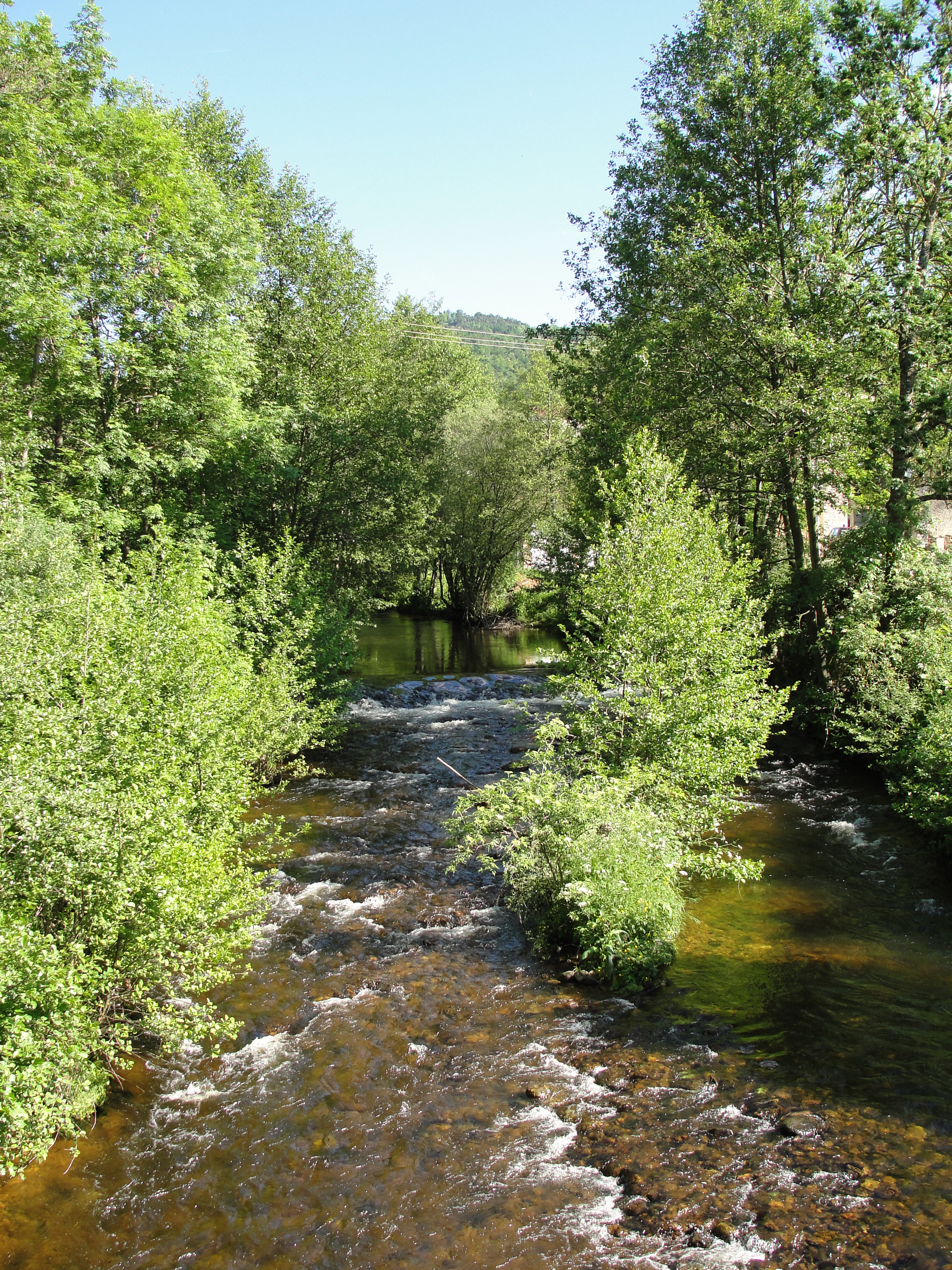
Entre Chalmazel et Saint-Georges-en-Couzan.
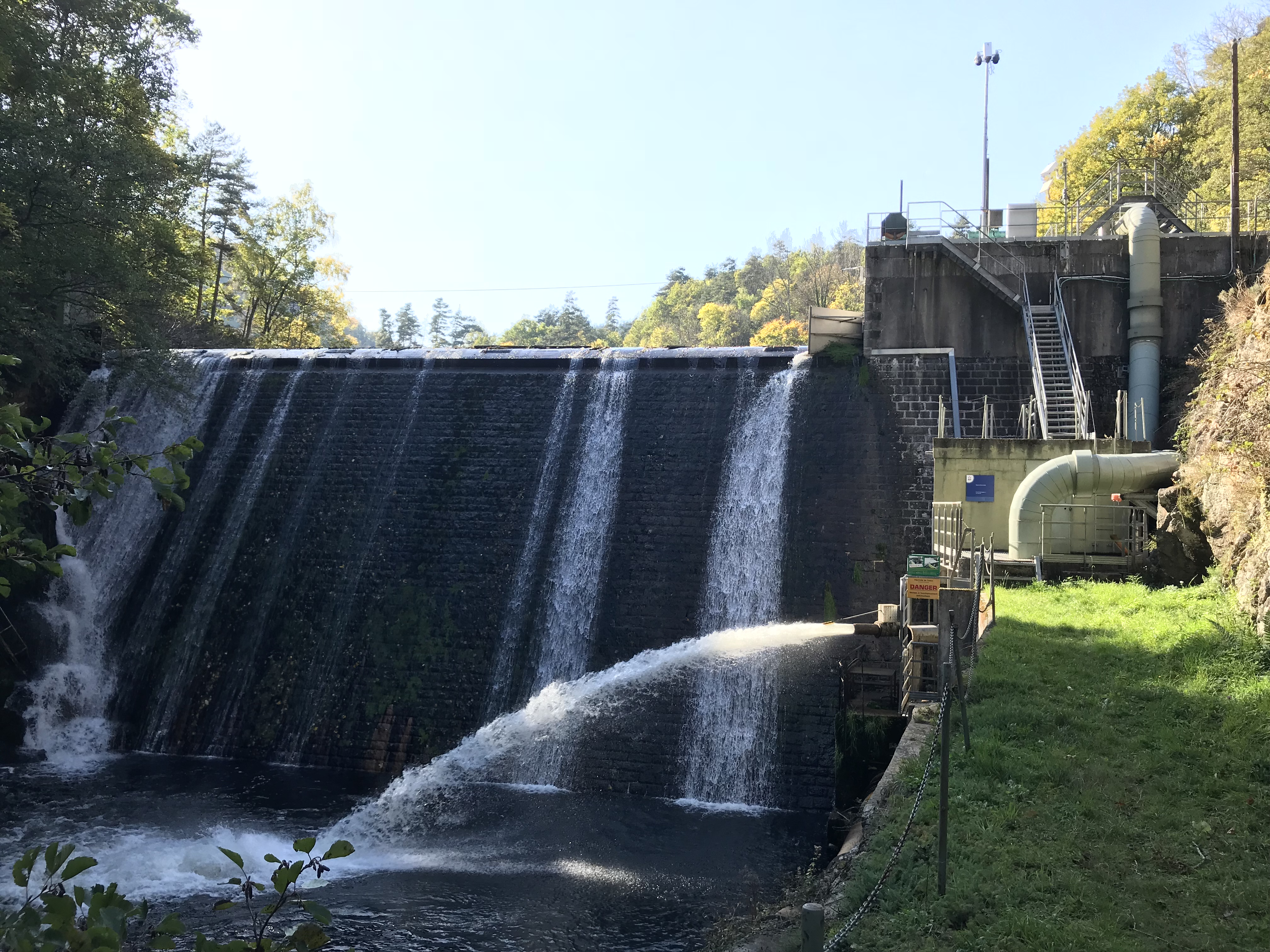
Barrage de Pontabouland, Saint-Bonnet-le-Courreau (à gauche) et Saint-Georges-en-Couzan (à droite).
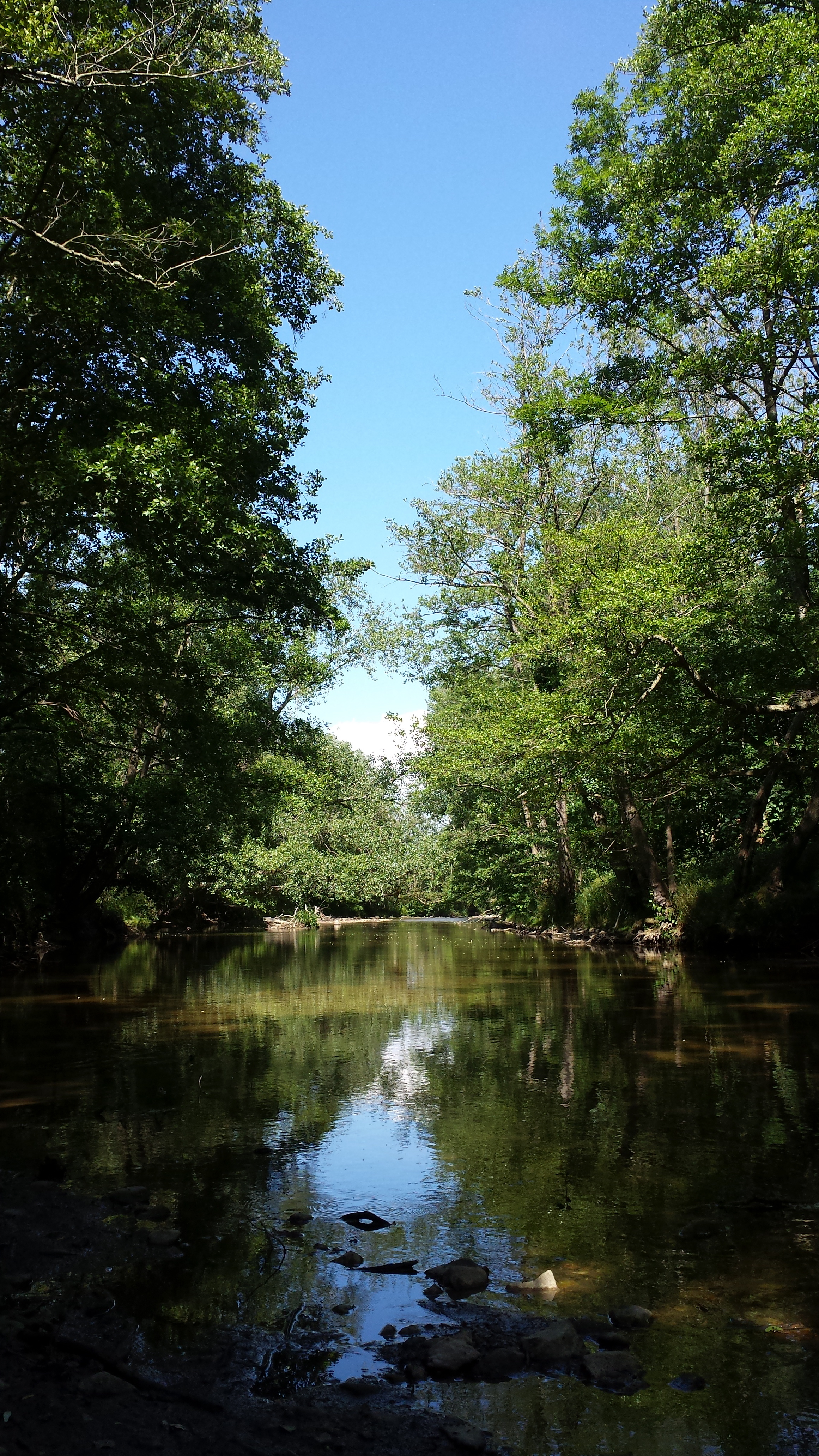
Sur Saint-Étienne-le-Molard.

## Biodiversité
Le bassin versant du Lignon du Forez est inscrit au réseau Natura 2000, ce classement comprend les rivières mais également les berges qui accueillent une biodiversité importante.
Ce site occupe une superficie de 730 hectares et comprend environ 562 km de cours d'eau. 9 sortes d'habitats et 16 espèces d'intérêt communautaire y ont été recensés. La forêt alluviale en plaine et la ripisylve le long des petits cours d'eau constituent le principal habitat du site, qui comprend aussi des milieux aquatiques et humides (cours d'eau, grèves, îles, annexes alluviales, mares) et des milieux ouverts (pelouses, prairies et mégaphorbiaies). Les enjeux identifiés sont la préservation d'espèces (poissons notamment) et d'habitats (berges et milieux connexes) et gestion des crues.

## Communes et cantons traversées

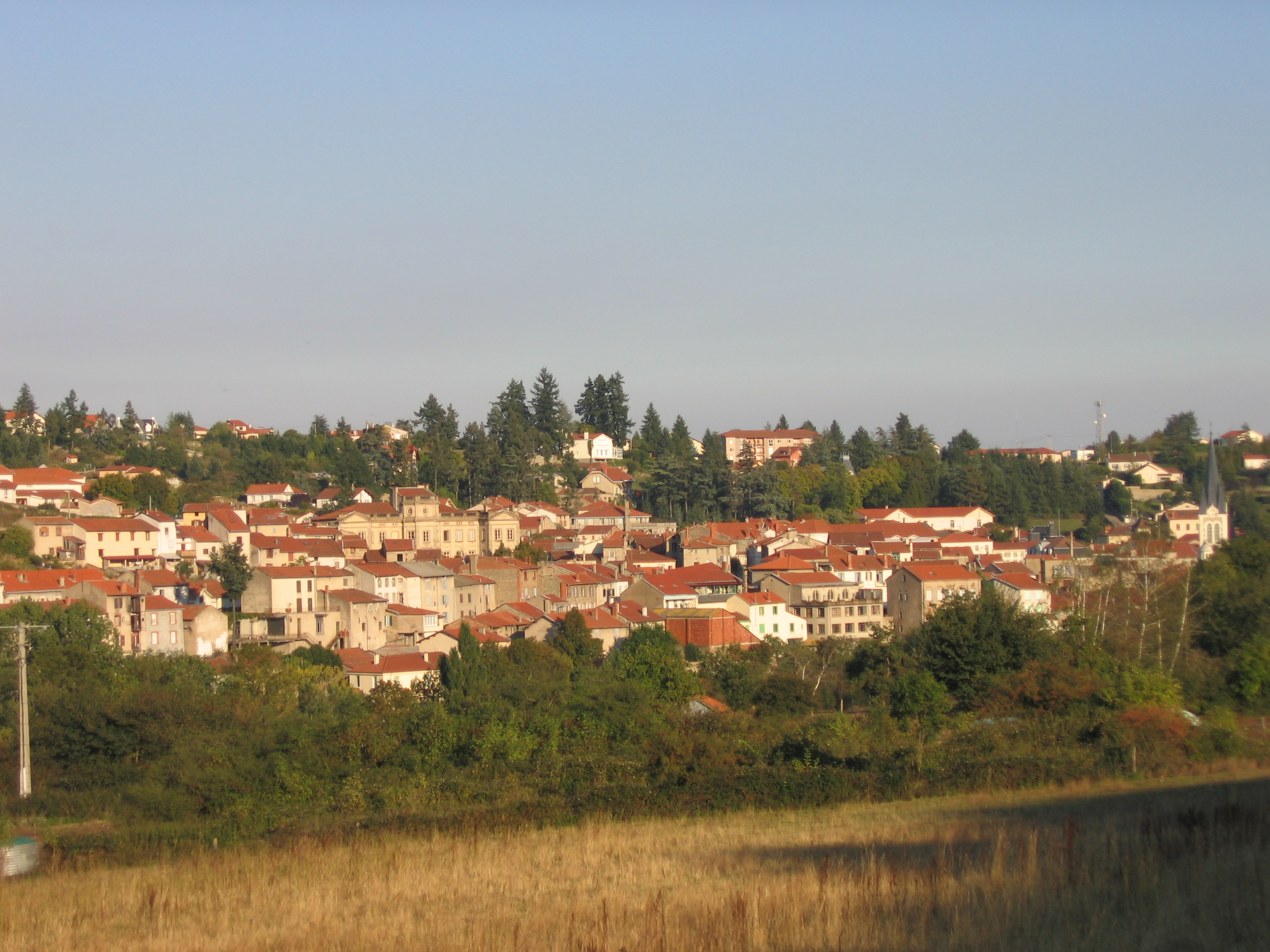
La vallée du Lignon à Boën-sur-Lignon.

Dans le département de la Loire, le Lignon traverse 17 communes et 3 cantons :
- Chalmazel (source), Jeansagnière, Sauvain, Saint-Georges-en-Couzan, Saint-Bonnet-le-Courreau, Sail-sous-Couzan, Saint-Sixte, Leigneux, Boën-sur-Lignon, Trelins, Marcoux, Sainte-Agathe-la-Bouteresse, Montverdun, Saint-Étienne-le-Molard, Poncins, Cleppé et Feurs (confluence).

Soit en termes de cantons, le Lignon prend sa source dans le canton de Saint-Georges-en-Couzan, traverse le canton de Boën et conflue dans le canton de Feurs.

## Affluents
Le Lignon a 28 affluents référencés dont :
- le Vizézy (rd), 38,5 km ;
- le Drugent (rd) 11 km[6] ;
- l'Anzon (rg) 30 km ;
- le Chagnon (rg) 10,9 km[7] ;
- le canal du Forez (rg) 22,3 km ;
- le Béal (rg) qui est un défluent vers la Loire.

## Hydrologie

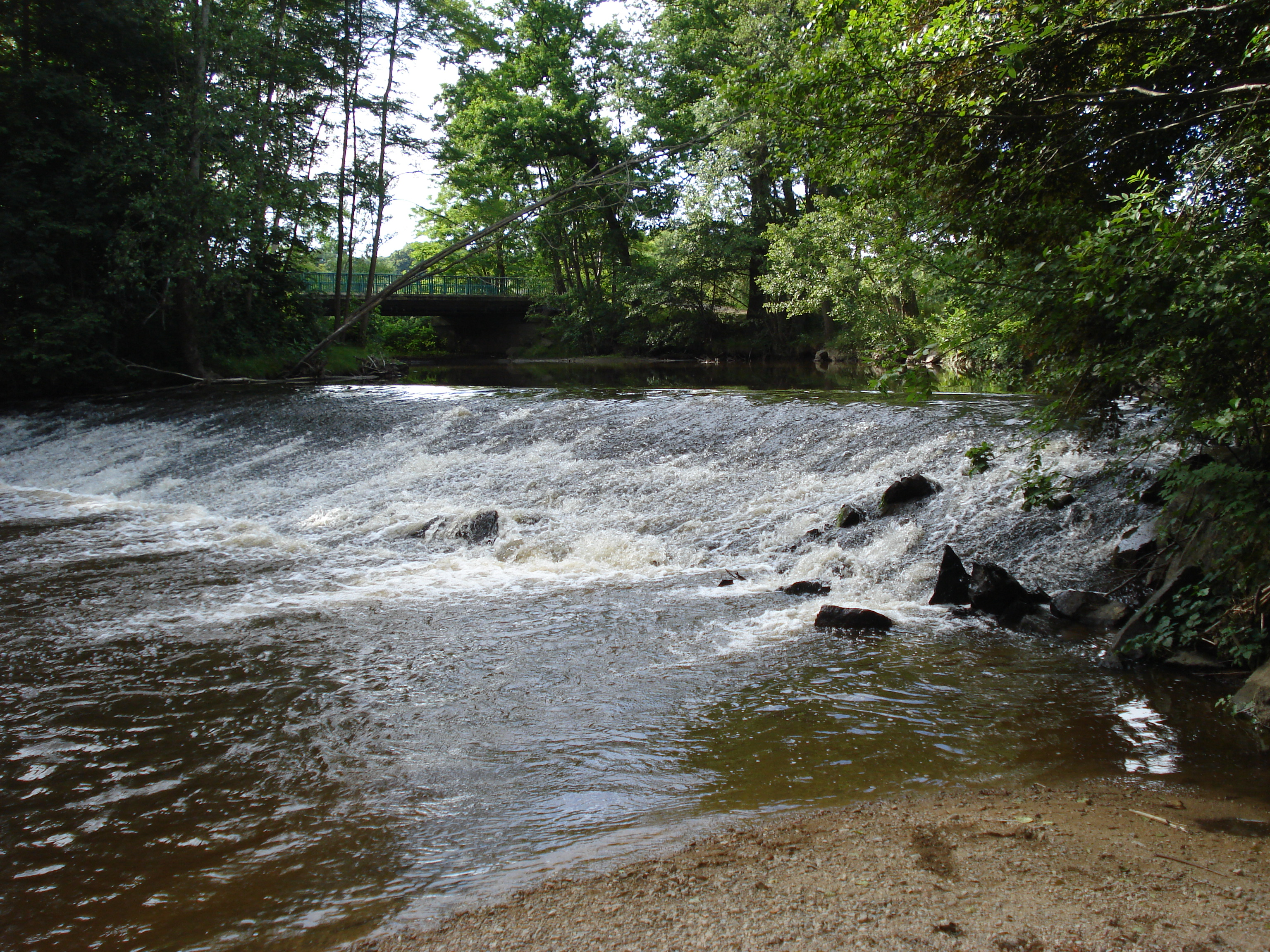
Barrage sur le Lignon, commune de Sainte-Agathe-la-Bouteresse.

Le Lignon du Forez est une rivière assez abondante. Son débit a été observé sur une période de 38 ans, à Poncins, localité du département de la Loire située au niveau de son débouché dans la Loire. Le bassin versant de la rivière est de 664 km2.
Le module de la rivière à Poncins est de 8,33 m3/s. Le Lignon du Forez présente des fluctuations saisonnières de débit moyennes, avec des hautes eaux d'hiver-printemps, de décembre à mai inclus, portant les débits mensuels moyens au niveau de 10,5 à 13,1 m3/s (avec un maximum en décembre-février), et des basses eaux d'été, de juillet à septembre, avec un minimum mensuel de 2,8 au mois d'août.
Le VCN3 peut chuter jusque 0,3 m3, en cas de période quinquennale sèche.
Les crues peuvent être relativement importantes étant donné la petitesse de son bassin versant. Les QIX 2 et QIX 5 valent respectivement 70 et 99 m3/s. Le QIX 10 est de 118 m3/s, le QIX 20 vaut 130 m3 et le QIX 50 se monte à 150 m3.
Le débit maximal journalier enregistré a été de 220 m3/s, le 14 février 1990. Quant au débit maximal instantané, il a été de 305 m3/s, le 2 novembre 2008.
Le Lignon du Forez est une rivière abondante, alimentée par des précipitations suffisantes surtout dans la partie supérieure de son bassin. La lame d'eau écoulée dans son bassin versant est de 396 millimètres annuellement, ce qui est supérieur à la moyenne d'ensemble de la France tous bassins confondus, ainsi qu'à la moyenne de la totalité du bassin de la Loire (244 millimètres à Montjean-sur-Loire). Le débit spécifique (ou Qsp) est de 12,5 litres par seconde et par kilomètre carré de bassin.

## Aménagements
Sur son cours se trouve trois stations hydrologiques :
- à Chalmazel - code station K0733220
- à Böen - code station K0753210
- à Poncins - code station K0773220

Sur le Lignon, il y a aussi le barrage de Pontabouland (entre Saint-Bonnet-le-Courreau et Saint-Georges-en-Couzan), la centrale électrique de Rory (Saint-Georges-en-Couzan), le barrage de Vaux (entre Marcoux et Saint-Georges-en-Couzan) et le barrage de la Baume (Sail-sous-Couzan).
Le Lignon passe sous l'autoroute française A72.
On peut faire du canöe-kayak sur le Lignon.

## Faune: le castor
Disparu du bassin de la Loire vers 1870, le castor a été réintroduit (13 individus) entre 1994 et 1996 dans la plaine du Forez, à l'Écopôle du Forez entre les barrages de Grangent et de Villerest, deux ouvrages qui compliquent singulièrement l'extension de son habitat). On le trouve maintenant sur le Lignon,. Le castor est protégé nationalement depuis 1968.

## Littérature
Le Lignon du Forez apparaît dans l'intrigue de L'Astrée, d'Honoré d'Urfé, pour lequel il peut être considéré comme un protagoniste à part entière. L'auteur lui consacre de nombreuses descriptions pour la plupart très élogieuses. Par exemple, cette tirade d'Astrée, qui déclare : « Le cours de cette rivière qui, passant contre les murailles de la ville de Boën, semble couper cette plaine presque par le milieu, s'allant rendre au-dessous de Feurs dans le sein de la Loire ». Le Lignon est le théâtre de différents épisodes du livre, comme le moment où Céladon semble se noyer les bras croisés dans la rivière (le saut de Céladon). On peut ajouter que le Lignon n'ayant pas vraiment évolué depuis la parution de L'Astrée, il se trouve être singulièrement propice à l'incantation du roman en question.

Le Lignon aux Chemins de l'Astrée
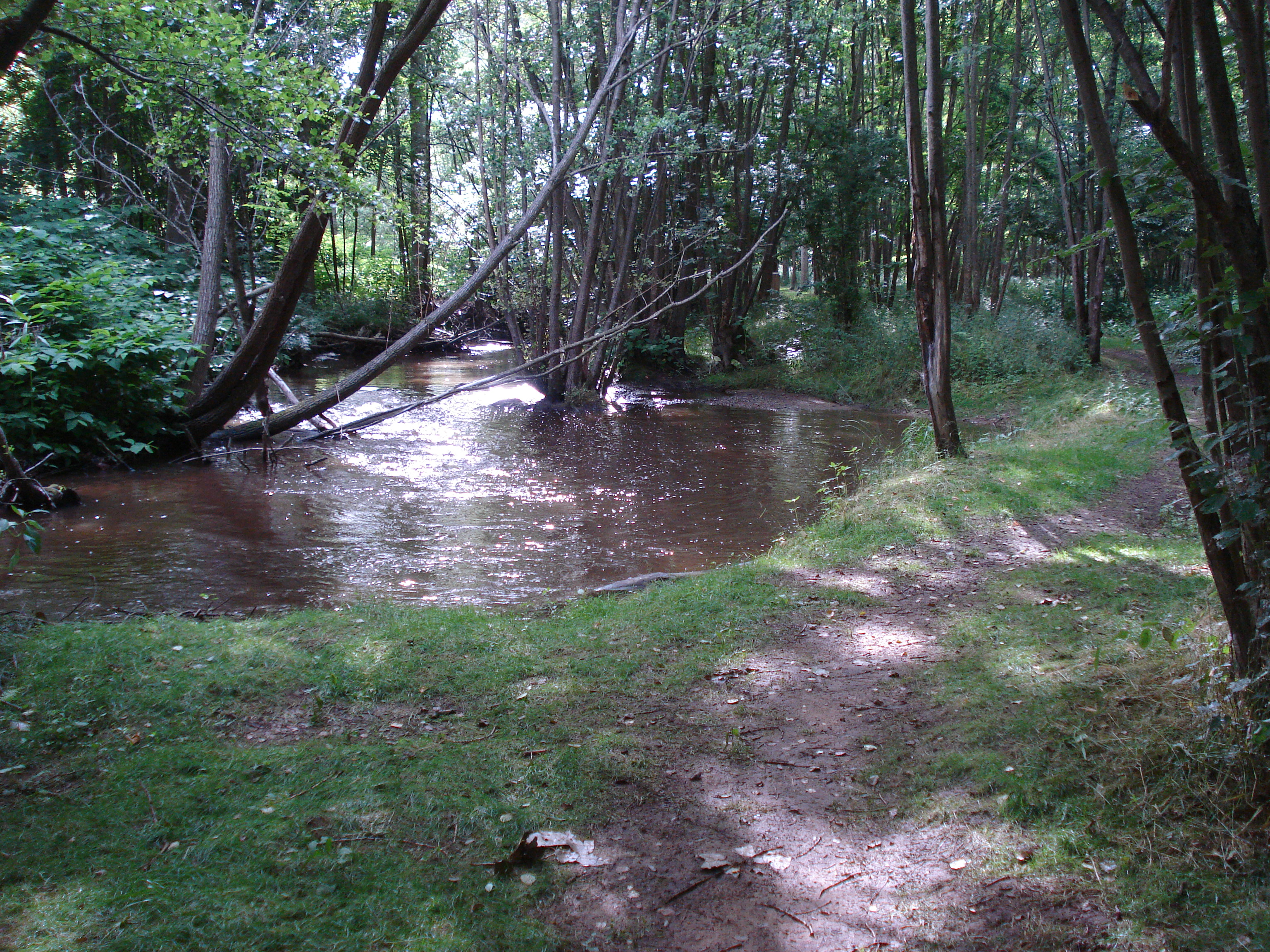
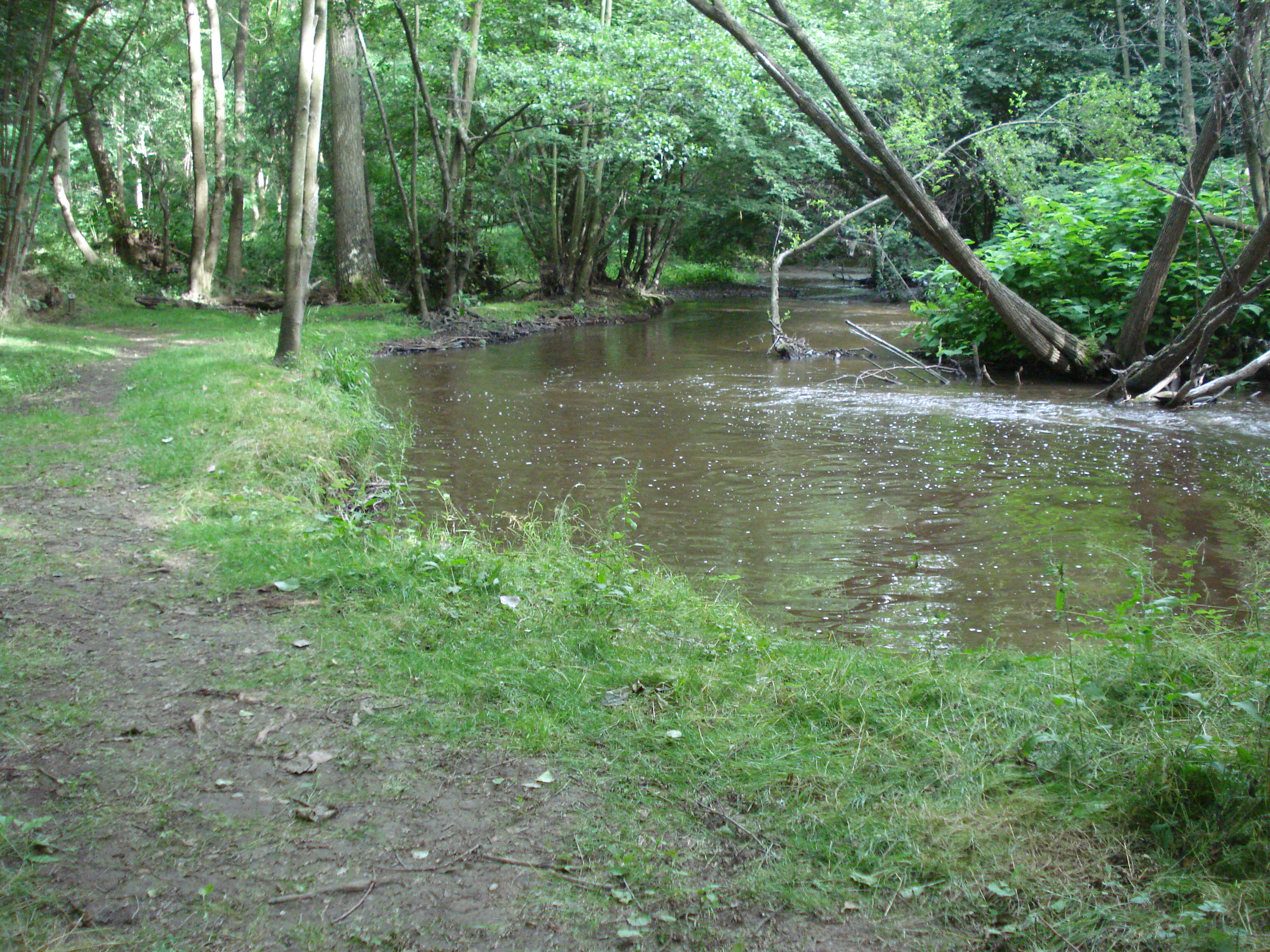
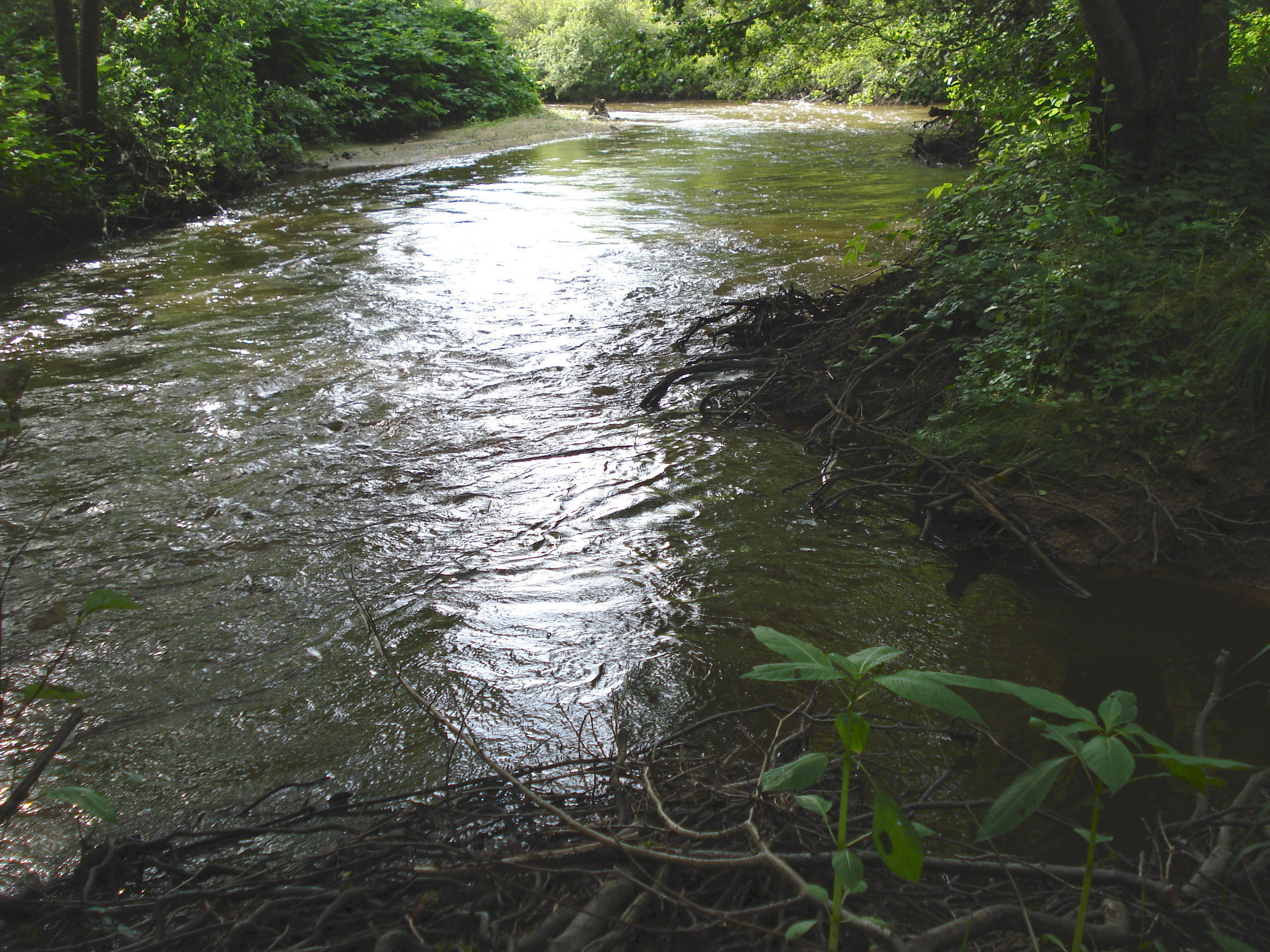
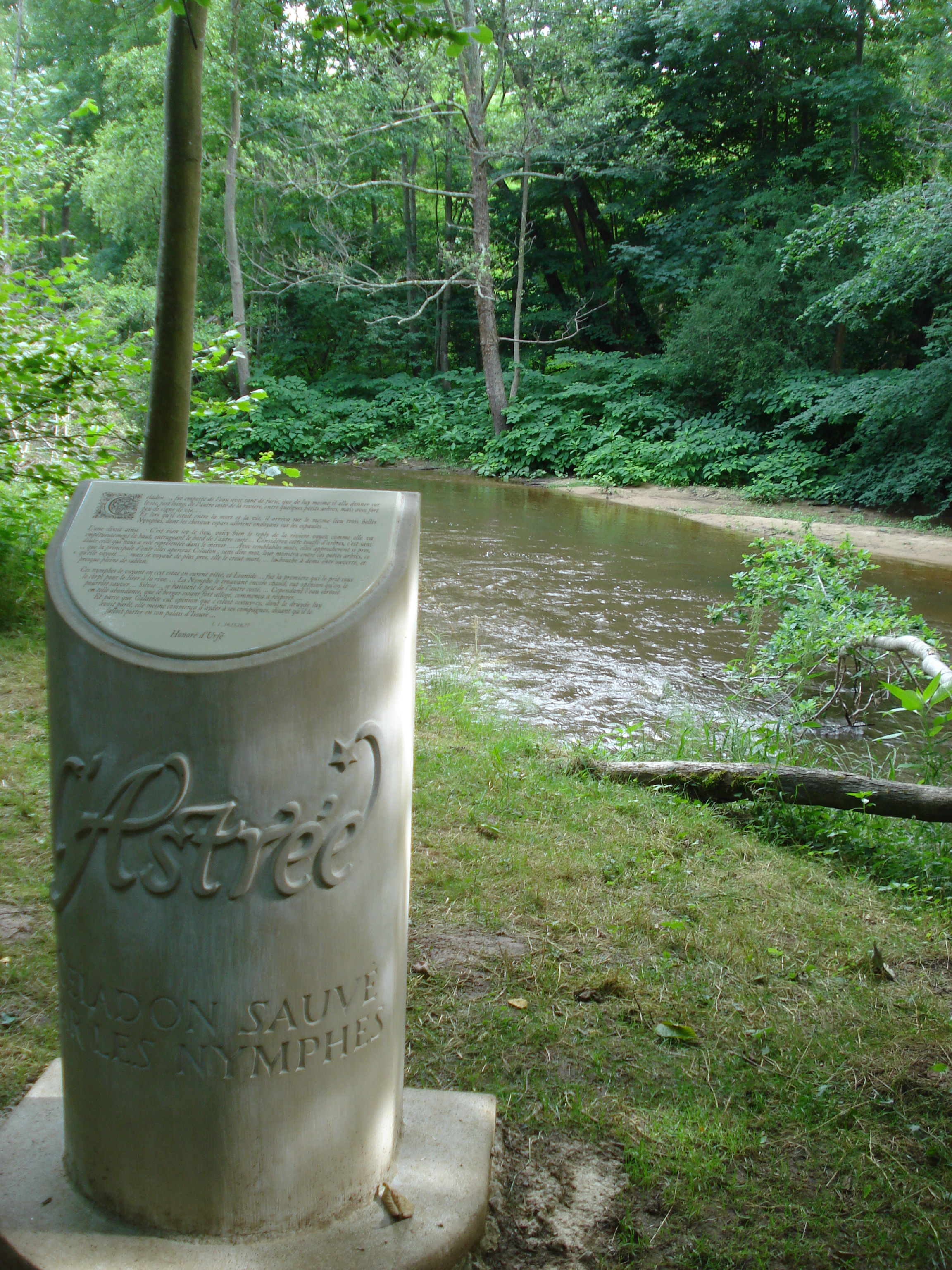
« Céladon sauvé par les nymphes. »